# Adriano Politi
Adriano Politi (* 1542 in Siena; † 1625 in Sarteano) war ein italienischer Übersetzer, Lexikograf und Italianist.

## Leben und Werk
Politi war Sekretär verschiedener Kardinäle in Rom. Er publizierte 1614 sein Toskanisches Wörterbuch, um nach dem Erscheinen des Vocabolario degli Accademici della Crusca (1612) den dort von ihm vermissten Besonderheiten des Wortschatzes seiner Heimatstadt Siena zum Recht zu verhelfen. „Er hat dadurch unbeabsichtigt das erste Dialektwörterbuch senesisch-florentinisch geschaffen“ (Max Pfister).

## Werke
- (Übersetzer): Annali et Istorie di Cornelio Tacito. Tradotte nuouamente in vulgare toscano, Rom 1603, Venedig 1604 (zuletzt 1665)
- Dittionario toscano. Compendio del vocabolario della Crusca. Con la nota di tutte le differenze di lingua che sono trà questi due populi fiorentino, e senese. Compilato dal sig. Adriano Politi. Rom 1614, Venedig 1615.
- Dittionario toscano, compilato dal signor Adriano Politi, gentilhuomo sanese. Venedig 1628, 1655, 1678, 1691.
- Lettere del signor Adriano Politi. Con vn breue discorso della vera denominatione della lingua volgare vsata da' buoni scrittori. Venedig 1624.